# Pimpernussgewächse
Pimpernussgewächse (Staphyleaceae) sind eine Familie in der Ordnung der Crossosomatales innerhalb der Bedecktsamigen Pflanzen (Magnoliopsida). Einige Arten werden als Zierpflanzen genutzt.

## Beschreibung

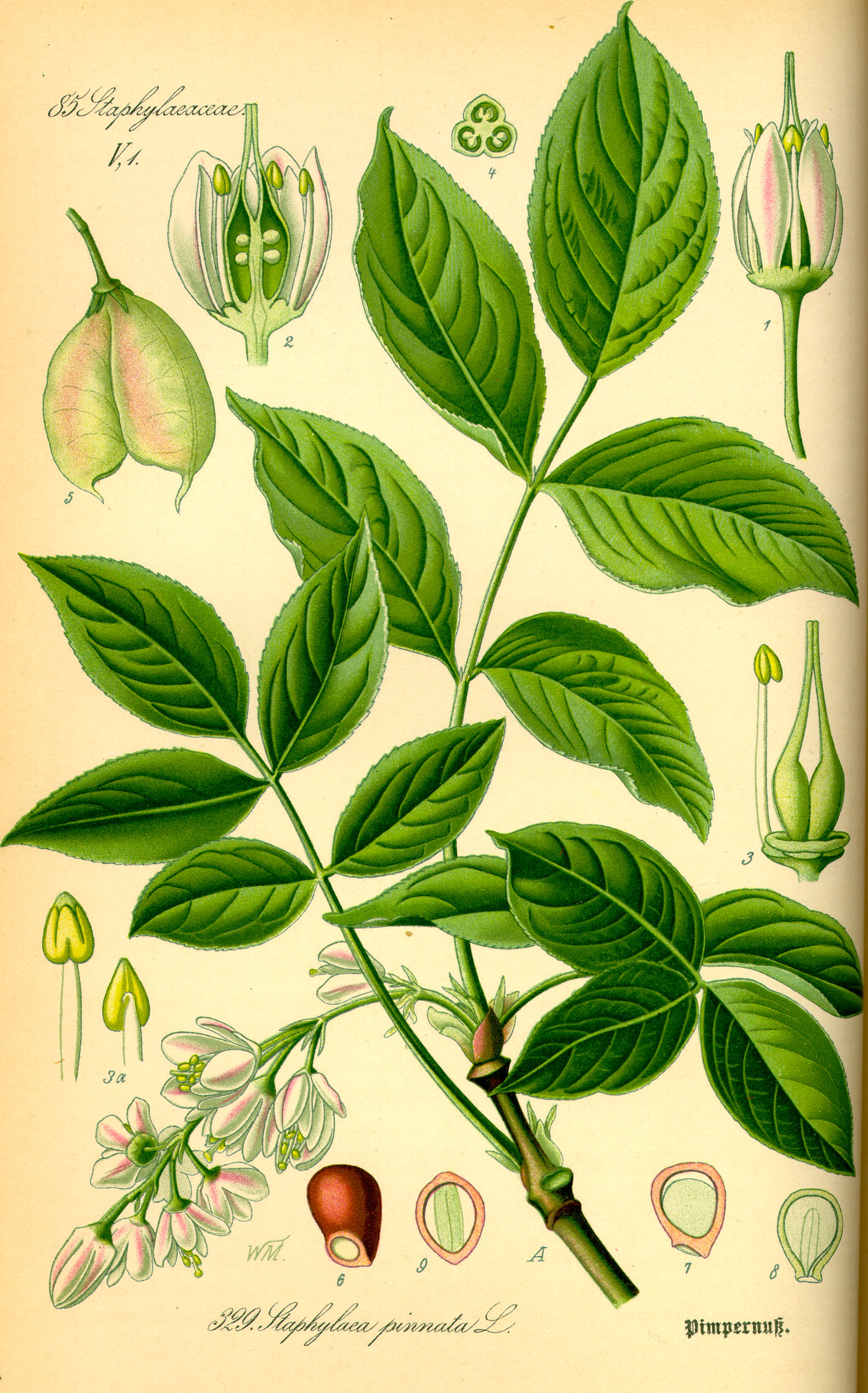
Illustration der Gemeinen Pimpernuss (Staphylea pinnata)

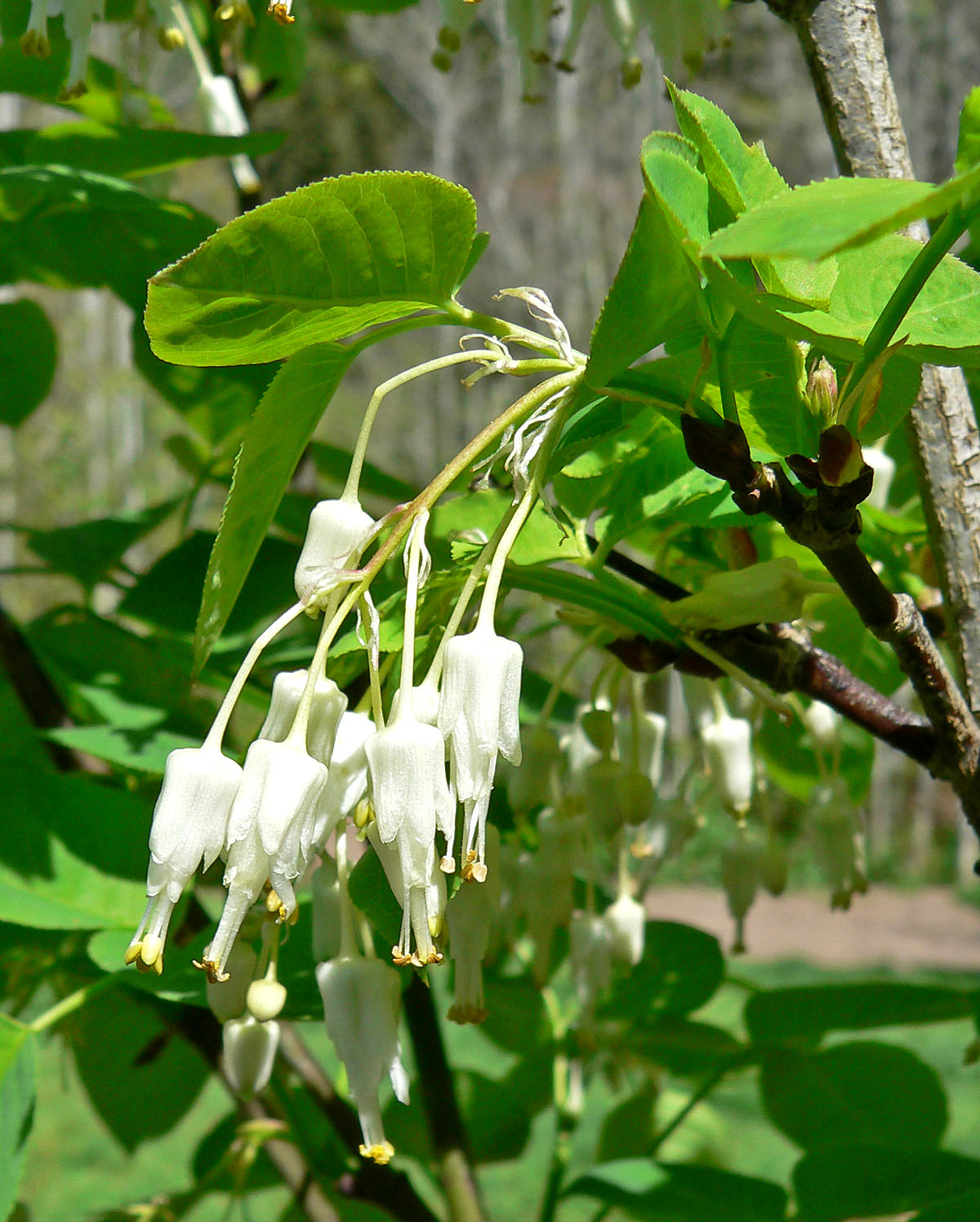
Zweig mit Blütenstand von Staphylea bolanderi

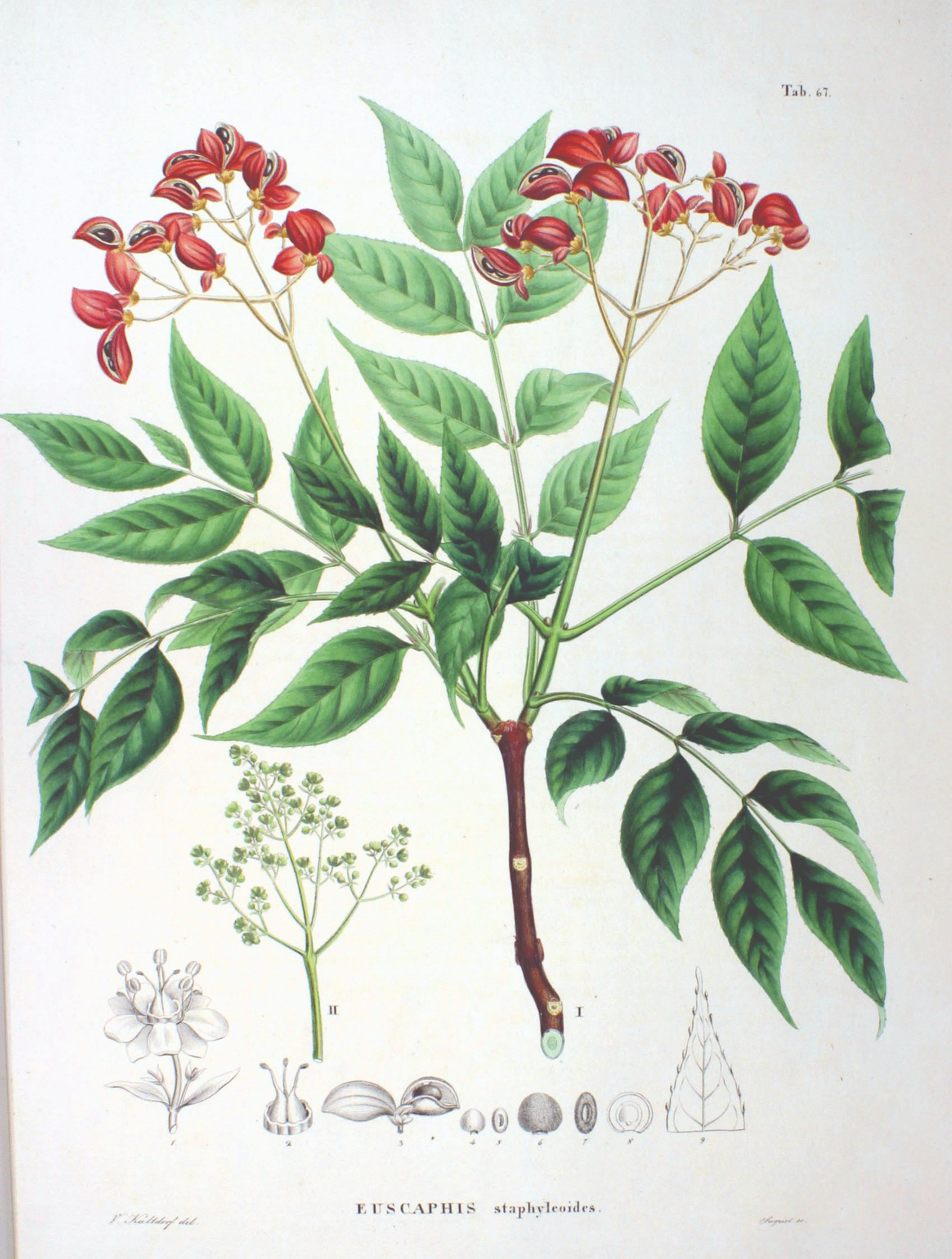
Illustration von Euscaphis japonica

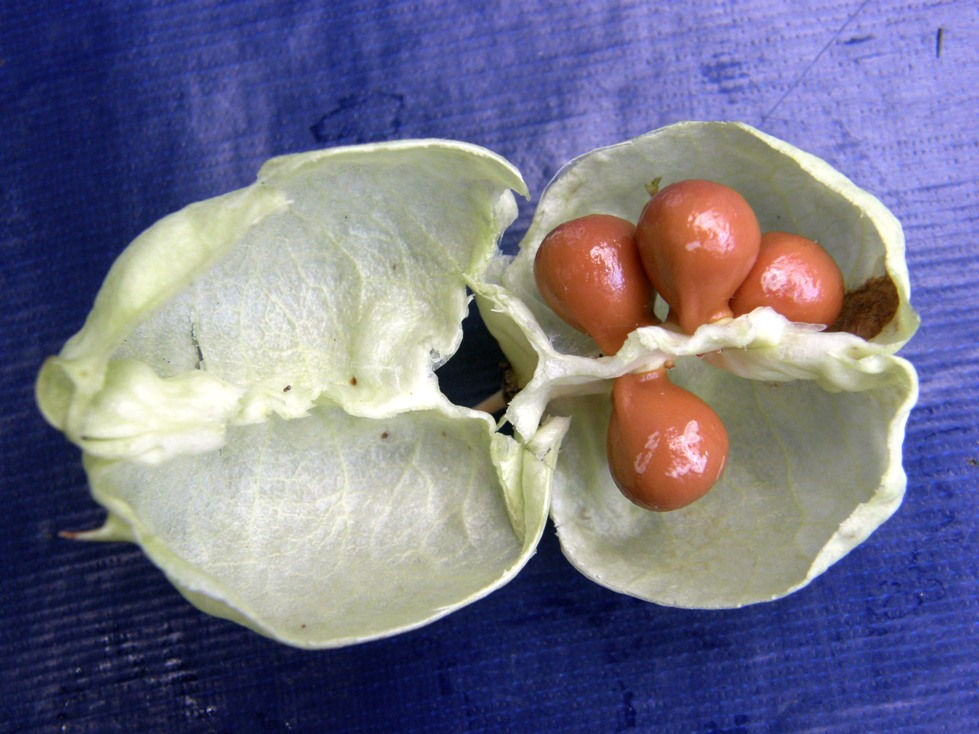
Offene Kapselfrucht und Samen der Gemeinen Pimpernuss (Staphylea pinnata)

### Vegetative Merkmale
Es sind verholzende Pflanzen: Sträucher und kleine Bäume, die immergrün oder laubabwerfend sein können. Die oberirdischen Pflanzenteile sind oft behaart.
Die gegenständig angeordneten Laubblätter sind in Blattstiel und Blattspreite gegliedert. Die Blattspreite ist gefiedert; manchmal auf drei, selten auf ein einziges Fiederblättchen reduziert. Die fiedernervigen Fiederblättchen besitzen gezähnte Ränder. Die Stomata sind anisocytisch. Es sind Nebenblätter meist vorhanden, aber oft sind sie zu Drüsen reduziert.

### Generative Merkmale
Die traubigen oder ährigen Blütenstände stehen endständig oder seitenständig in den obersten Blattachseln. Es sind Tragblätter vorhanden.
Die meist zwittrigen Blüten sind radiärsymmetrisch und fünfzählig mit doppelter Blütenhülle (Perianth). Die fünf oft kronblattartigen Kelchblätter können frei oder verwachsen sein. Die fünf Kronblätter sind frei, auf einem Teil ihrer Länge oder becherförmig verwachsen. Meist ist ein becherförmiger Diskus vorhanden. Es ist nur ein (der äußere) Staubblattkreis mit fünf fertilen Staubblättern vorhanden. Die Staubfäden sind abgeflacht. In jeder Blüte gibt es zwei bis drei oberständige bis teilweise unterständige Fruchtblätter, sie können verwachsen oder fast frei sein. Es wird immer eine gemeinsame kopfige Narbe gebildet. Wenige bis viele Samenanlagen stehen fast basal bis zentralwinkelständig in zwei Reihen. Es ist meist ein becherförmiger, intrastaminaler Diskus vorhanden.
Es werden Balgfrüchte, Beeren, Steinfrüchte oder häutige Kapselfrüchte gebildet. Die kugeligen bis verkehrt-eiförmigen Samen besitzen ölhaltiges Endosperm und einen geraden, grünen Embryo.

### Inhaltsstoffe und Chromosomenzahlen
Es werden Calciumoxalat-Kristalle akkumuliert. Es sind meist Alkaloide vorhanden. An Proanthocyanidinen gibt es Cyanidin; an Flavonolen gibt es Kaempferol und Quercetin.
Die Chromosomengrundzahl beträgt x = 13.

## Systematik und Verbreitung
Die Stellung der Familie Staphyleaceae wurde lange diskutiert beispielsweise wurde sie in die Ordnung der Sapindales (Cronquist 1981, Takhtajan 1997) gestellt. Bei APG III steht diese Familie in der Ordnung der Crossosomatales.
Die Familie Staphyleaceae wurde 1820 durch Ivan Ivanovich Martynov in Tekhno-Bot. Slovar., S. 598 aufgestellt. Typusgattung ist Staphylea L., deren botanischer Name sich vom griechischen Wort staphylé für „Traube“ ableitet. Ein Synonym für Staphyleaceae Martinov nom. cons. ist Ochranthaceae A.Juss.
Sie gedeihen von den Gemäßigten Breiten bis zu den Tropen. Von Nordamerika bis Bolivien, in Europa, Ostasien und auf dem Malaiischen Archipel gibt es Arten.
Der Umfang der Gattungen wird kontrovers diskutiert.
Zur Familie der Pimpernussgewächse (Staphyleaceae) gehören nur zwei bis fünf Gattungen mit etwa 45 bis 60 Arten:
- Dalrympelea Roxb. (Syn.: Ochranthe Lindl.): Die 20 bis 25 Arten sind von Japan bis Papua-Neuguinea und Indien verbreitet.
- Euscaphis Siebold & Zucc.: Es gibt nur eine Art:
  - Euscaphis japonica (Thunb.) Kanitz (Syn.: Sambucus japonica Thunb., Euodia chaffanjonii H.Léveillé, Euscaphis chinensis Gagnepain, Euscaphis fukienensis Hsu, Euscaphis japonica var. jianningensis Q.J.Wang, Euscaphis japonica var. pubescens P.L.Chiu & G.R.Zhong, Euscaphis japonica var. ternata Rehder, Euscaphis konishii Hayata, Euscaphis staphyleoides Sieb. &  Zucc., Euscaphis tonkinensis Gagnepain): Sie ist im östlichen Asien in China, Japan, Korea und Vietnam beheimatet.
- Pimpernüsse (Staphylea L., Syn.: Bumalda Thunb., Staphylis St-Lag., Staphylodendron Mill.): Die 11 bis 13 Arten sind in Eurasien und Nordamerika verbreitet. In China gibt es sechs Arten, davon fünf nur dort.
- Turpinia Vent. (Syn.: Triceros Lour.): Die 30 bis 40 Arten sind in Asien und in der Neuen Welt verbreitet. In China kommen 13 Arten vor, davon fünf nur dort.

Die beiden Gattungen Huertea und Tapiscia der früheren Unterfamilie Tapiscioideae gehören bei APG III nicht mehr in diese Familie, sondern bilden die Familie Tapisciaceae und gehören damit nicht in die gleiche Ordnung.